# Dipsas pavonina
Dipsas pavonina – gatunek niejadowitego węża z rodziny połozowatych (Colubridae). Występuje w północnej i środkowej części Ameryki Południowej w basenie Amazonki i regionie Gujana. Prowadzi nocny tryb życia.

## Systematyka
Takson ten po raz pierwszy zgodnie z zasadami nazewnictwa binominalnego opisał w 1837 roku Hermann Schlegel w książce Essai sur la physionomie des serpens. Autor nadał gatunkowi nazwę Dipsas pavonina. Jako miejsce typowe podał Gujanę. Syntyp ma oznaczenie MNHN-RA 0435.

### Etymologia
- Dipsas: gr. ὀλίγος dipsas, διψαδος dipsados „jadowity wąż, którego ukąszenie wywołuje silne pragnienie”[5].
- pavonina: łac. pāvōnīna od łac. pāvō – „paw, przypominający w ubarwieniu pawia”[6].

## Morfologia
Jest to niewielki wąż o krótkiej czarnej głowie, spłaszczonym pysku, dosyć dużych wyłupiastych oczach o czarnych tęczówkach i czarnych źrenicach. Na głowie poprzeczny biały pasek wokół dolnej części pyska, na szyi biały kołnierz, który od spodu rozszerza się na spód głowy. Ma ubarwienie od białego w przedniej części ciała do biało-jasnobrązowego w środkowej i jasnobrązowego w tylnej, z charakterystycznym czarnymi owalnymi plamami o białych krawędziach w liczbie od 15 do 35. Plamy te w przedniej części ciała są szersze i mogą tworzyć pierścienie, a w tylnej są węższe. Brzuch jest jasnobrązowy. Gatunek ten jest najbardziej podobny do Dipsas catesbyi, Dipsas klebbai i Dipsas palmeri.
Wymiary:
|                          | Samiec   | Samica   |
| Długość całkowita (mm)   | 759      | 737      |
| Długość SVL (mm)         | 570      | 520      |
| Długość TL (mm)          | 189      | 217      |
| Łuski grzbietowe (rzędy) | 13/13/13 | 13/13/13 |
| Tarczki brzuszne         | 190–230  | 180–220  |
| Tarczki podogonowe       | 80–130   | 70–130   |

## Występowanie
Dipsas pavonina występuje w wilgotnych lasach Amazonii i regionu Gujana, od nizin po regiony górskie, w Boliwii, Peru, Ekwadorze, Brazylii, południowej Wenezueli, Kolumbii, Gujanie, Surinamie i Gujanie Francuskiej, na wysokościach do około 1800 m n.p.m. W Ekwadorze występuje w prowincjach Morona Santiago, Napo, Pastaza, Zamora Chinchipe, Orellana i Sucumbíos.

## Ekologia i zachowanie
Gatunek ten występuje głównie w pierwotnych lasach tropikalnych i lasach zalewowych, ale spotykany jest także na terenach zdegradowanych. Prowadzi nocny tryb życia. Żeruje w godzinach nocnych na roślinności na wysokości do 5,5 m nad ziemią oraz na poziomie gruntu. W ciągu dnia znajdowano je zwinięte w ściółce z liści lub na niskich gałęziach. Dieta tego gatunku składa się głównie ze ślimaków, choć zjada też jaszczurki.

## Status
W Czerwonej księdze gatunków zagrożonych IUCN Dipsas pavonina jest klasyfikowany jako gatunek najmniejszej troski (LC, ang. Least Concern). Trend populacji nie jest dobrze określony, ale prawdopodobnie jest stabilny.